# 赖恩斯托夫
赖恩斯托夫是德国下萨克森州的一个市镇。总面积30.29平方公里，总人口1290人，其中男性611人，女性679人（2011年12月31日），人口密度43人/平方公里。